# Тайга (фильм, 1958)
«Тайга» (нем. Taiga) — чёрно-белый художественный фильм производства ФРГ 1958 года с Рут Лойверик и Ханнесом Мессемером в главных ролях, снятый по сценарию Герберта Райнеккера, повествующий о жизни немецких военнопленных в Сибири. Премьера фильма в Германии состоялась 28 августа 1958 года. Фильм снимался на баварской киностудии в Гайзельгаштайге.

## Сюжет
Действие фильма разворачивается в СССР спустя несколько лет после окончания Второй мировой войны. В таёжном лагере для немецких военнопленных содержатся около трёхсот заключённых, с которыми обращаются как с рабами. Они работают на лесозаготовках. Многие заключённые больны и истощены, они впали в апатию и лишились надежды как-либо улучшить своё положение. Вместе с новой группой военнопленных в лагере появляется женщина, немецкий врач Ханна Дитрих, прибывшая на смену тяжело заболевшему коллеге. Единственная женщина в лагере, Ханна пользуется глубоким уважением у своих земляков, они дружно встают на её защиту, когда доктора попытался изнасиловать Дикман. Особо тёплые отношения у Ханны складываются с заключённым Рёдером. Постепенно Ханне удаётся вернуть немецким заключённым надежду и восстановить внутренний мир. Но спустя несколько недель женщина уезжает из лагеря на грузовике, а оставшиеся в лагере испытывают разочарование, но верят, что и они когда-то покинут лагерь. Рёдер верит, что встретится с Ханной вновь.

## В ролях
- Рут Лойверик — Ханна Дитрих
- Ханнес Мессемер — Рёдер
- Гюнтер Пфицман — Дикман
- Шарль Ренье — Беккер
- Петер Капелль — Рихтер

## К фильму
Играющий военнопленного немца Рёдера актёр Ханнес Мессемер в 1942 году 18-летним курсантом за отказ от выполнения приказа был приговорён к пяти с половиной годам заключения, но через шесть месяцев был помилован и отправлен под Сталинград, и действительно незадолго до конца войны попал в плен, но ему удалось бежать. 
В снятом в том же 1958 году фильме «Врач из Сталинграда», тоже про лагерь немецких военнопленных, он исполняет противоположную роль — Петра Маркова, старшего лейтенанта НКВД, жестоко обращающегося с пленными.